# Waterstock
Waterstock is een civil parish in het bestuurlijke gebied South Oxfordshire, in het Engelse graafschap Oxfordshire.